# طلال العبسی
طلال العبسی (عربی: طلال العبسي؛ زادهٔ ۲۲ فوریهٔ ۱۹۹۳) یک ورزشکار اهل عربستان سعودی است.
از باشگاه‌هایی که در آن بازی کرده‌است می‌توان به باشگاه فوتبال التعاون عربستان سعودی و باشگاه فوتبال الاتحاد اشاره کرد.
وی همچنین در تیم‌های ملی فوتبال Saudi Arabia U23 ۰۲:۲۷، ۲۸ ژانویه ۲۰۱۷ (UTC) بازی کرده است.